# Platylabus metallicus
Platylabus metallicus là một loài tò vò trong họ Ichneumonidae.